# Campionati europei di tuffi 2009
I Campionati europei di tuffi 2009 sono stati disputati a Torino dal 1º al 5 aprile 2009. L'impianto scelto per ospitare l'evento è stato la Piscina Monumentale. La LEN ha organizzato la rassegna per la prima volta nella storia, allo scopo di dare una maggiore visibilità alla disciplina; i titoli europei infatti, fino al 2008, venivano assegnati solamente all'interno dei campionati europei di nuoto.

## Medagliere
| Posizione | Paese         |    |    |    | Totale |
| --------- | ------------- | -- | -- | -- | ------ |
| 1         | Russia        | 4  | 3  | 0  | 7      |
| 2         | Italia        | 3  | 2  | 2  | 7      |
| 3         | Ucraina       | 2  | 2  | 2  | 6      |
| 4         | Germania      | 1  | 3  | 4  | 8      |
| 5         | Gran Bretagna | 0  | 0  | 2  | 2      |
| Totale    | Totale        | 10 | 10 | 10 | 30     |

## Nazioni e partecipanti
Hanno preso parte alla rassegna 104 atleti (60 uomini e 44 donne), in rappresentanza di 20 delle federazioni affiliate alla LEN. La squadra più numerosa è stata quella russa, con 15 atleti, seguita da Italia e Ucraina (13).
- Austria (1M, 1 F)
- Bielorussia (3 M, 2 F)
- Finlandia (1 M)
- Francia (2 M, 2 F)
- Georgia (2 M)
- Germania (6 M, 5 F)
- Gran Bretagna (5 M, 4 F)

- Grecia (2 M)
- Italia (7 M, 6 F)
- Norvegia (1 M)
- Paesi Bassi (2 M, 2 F)
- Polonia (3 M)
- Romania (1 M)
- Russia (8 M, 7 F)

- Serbia (1 F)
- Spagna (2 M, 2 F)
- Svezia (4 M, 1 F)
- Svizzera (1 M, 2 F)
- Ucraina (7 M, 6 F)
- Ungheria (1 M, 4 F)

## Podi

### Uomini
| Evento              | Oro                                    | Punti  | Argento                               | Punti  | Bronzo                                         | Punti  |
| Tuffi individuali   |                                        |        |                                       |        |                                                |        |
| Trampolino 1m       | Illja Kvaša                            | 420.90 | Cristopher Sacchin                    | 418.55 | Pavlo Rozenberg                                | 405.20 |
| Trampolino 3 m      | Aleksandr Dobroskok                    | 482.75 | Illja Kvaša                           | 475.90 | Michele Benedetti                              | 447.75 |
| Piattaforma 10 m    | Aleksej Kravčenko                      | 521.75 | Dmitrij Dobroskok                     | 493.30 | Patrick Hausding                               | 466.00 |
| Tuffi sincronizzati |                                        |        |                                       |        |                                                |        |
| Trampolino 3 m      | Ucraina Illja Kvaša Oleksij Pryhorov   | 422.31 | Russia Il'ja Zacharov Gleb Gal'perin  | 418.47 | Italia Tommaso Marconi Nicola Marconi          | 407.19 |
| Piattaforma 10 m    | Germania Sascha Klein Patrick Hausding | 474.06 | Russia Oleg Vikulov Aleksej Kravčenko | 440.52 | Ucraina Oleksandr Bondar Oleksandr Horškovozov | 406.23 |

### Donne
| Evento              | Oro                                        | Punti  | Argento                                    | Punti  | Bronzo                                      | Punti  |
| Tuffi individuali   |                                            |        |                                            |        |                                             |        |
| Trampolino 1m       | Tania Cagnotto                             | 290.90 | Maria Marconi                              | 280.20 | Katja Dieckow                               | 267.65 |
| Trampolino 3 m      | Tania Cagnotto                             | 345.85 | Olena Fedorova                             | 334.25 | Katja Dieckow                               | 317.20 |
| Piattaforma 10 m    | Julija Koltunova                           | 331.35 | Nora Subschinski                           | 318.50 | Brooke Graddon                              | 317.70 |
| Tuffi sincronizzati |                                            |        |                                            |        |                                             |        |
| Trampolino 3 m      | Italia Tania Cagnotto Francesca Dallapé    | 317.40 | Germania Katja Dieckow Nora Subschinski    | 312.60 | Ucraina Olena Fedorova Alevtina Korolëva    | 301.38 |
| Piattaforma 10 m    | Russia Natal'ja Gončarova Julija Koltunova | 315.78 | Germania Nora Subschinski Josephine Möller | 296.28 | Gran Bretagna Helen Galashan Carol Galashan | 291.96 |